# Jacob Goris
Jacob Goris (?, 1536 - Zaltbommel, 15 juni 1623), bijgenaamd de Oude in 1584, was een regent in Venlo.
Goris werd in 1579 benoemd tot raad van Venlo. Hij was in dat jaar gedeputeerde van Venlo bij de ondertekening van de Unie van Utrecht. Van 1581 tot 1585 was hij schepen van Venlo. In 1584 was hij burgemeester van Venlo.
Goris was een zoon van Jacob Goris en Helena Moringh. Hij trouwde Geertrui Cocx (Cocks) uit Amsterdam. Zij woonden in 1584 aan de Vleesstraat te Venlo naast Peter Loeffs van Broeckhuysen en moest dit huis verkopen alsmede de stad verlaten in 1586 als protestant omdat de stad heroverd werd door de Spanjaarden. Hij vestigde zich met zijn gezin in Zaltbommel.